# Uberto Pasolini
Uberto Pasolini Dall'Onda (Roma, 1º maggio 1957) è un produttore cinematografico, regista e sceneggiatore italiano.

## Biografia
È il figlio di Pier Maria Pasolini, VI conte dall'Onda, e di Violante Visconti di Modrone.
Pronipote di Luchino Visconti per parte di madre (figlia di Edoardo Visconti di Modrone, fratello minore del celebre artista), è discendente della dinastia dei Pasolini dall'Onda. Tramite la bisnonna Maria Ponti è lontano parente di Carlo ed Edoardo Ponti, anch'essi produttori cinematografici. Dopo aver lavorato nella troupe di Urla del silenzio (1984) e Mission (1986), entrambi di Roland Joffé, Pasolini inizia la sua attività di produttore negli anni novanta con il film televisivo A Dangerous Man: Lawrence After Arabia, diretto da Christopher Menaul e con Ralph Fiennes.
Nel 1994 fonda la sua casa di produzione, la Redwave Films, con la quale produce Palookaville di Alan Taylor, liberamente ispirato ad alcuni racconti del dopoguerra di Italo Calvino. Nel 1997 raggiunge fama internazionale con Full Monty - Squattrinati organizzati, diretto da Peter Cattaneo, campione d'incassi con oltre 250 milioni di dollari in tutto il mondo. Nel 2000 produce Con la testa tra le stelle, scritto da William Ivory, e un anno dopo I vestiti nuovi dell'imperatore, diretto da Alan Taylor, mentre nel 2007 esordisce in regia con Machan - La vera storia di una falsa squadra, pellicola girata in Sri Lanka. Nel 2013 vince il Premio per la migliore regia nella sezione Orizzonti della 70ª edizione della Mostra del cinema di Venezia con Still Life.

### Vita privata
Nel 1995 Pasolini ha sposato la compositrice Rachel Portman che ha collaborato a diversi suoi film e dalla quale ha divorziato nel 2006. La coppia ha tre figlie.

## Riconoscimenti
Full Monty - Squattrinati organizzati, prodotto da Pasolini, fu riconosciuto come Miglior film del 1997 dall'European Film Awards, e ottenne numerose candidature agli Oscar 1998: come Miglior film, Miglior regia (Peter Cattaneo), Miglior sceneggiatura originale (Simon Beaufoy) e Miglior colonna sonora di musical o commedia (Anne Dudley).
Machan - La vera storia di una falsa squadra, primo film diretto da Pasolini, si aggiudicò il Premio Label Europa Cinemas alle Giornate degli Autori (Mostra internazionale d'arte cinematografica di Venezia) nel 2008.
Ha presentato al Festival di Venezia 2013 il suo secondo lungometraggio da regista intitolato Still Life con cui ha vinto il Premio Orizzonti per la migliore regia. 
Sempre a Venezia nel 2020 è stato presentato il suo terzo lungometraggio da regista, Nowhere Special - Una storia d'amore.

## Filmografia

### Regista e sceneggiatore
- Machan - La vera storia di una falsa squadra (Machan) (2007)
- Still Life (2013)
- Nowhere Special - Una storia d'amore (Nowhere Special) (2020)
- Itaca - Il ritorno (The Return) (2024)

### Solo sceneggiatore
- I Am Makimoto, regia di Nobuo Mizuta (2022) - soggetto

### Produttore
- A Dangerous Man: Lawrence After Arabia, regia di Christopher Menaul (1990)
- Tentazione di Venere (Meeting Venus), regia di István Szabó (1991)
- Palookaville, regia di Alan Taylor (1995)
- Full Monty - Squattrinati organizzati (The Full Monty), regia di Peter Cattaneo (1997)
- Jump Boy, regia di Menhaj Huda – cortometraggio (1999)
- Con la testa tra le stelle (The Closer You Get), regia di Aileen Ritchie (2000)
- I vestiti nuovi dell'imperatore (The Emperor's New Clothes), regia di Alan Taylor (2001)
- Machan - La vera storia di una falsa squadra, regia di Uberto Pasolini (2007)
- Bel Ami - Storia di un seduttore (Bel Ami), regia di Declan Donnellan e Nick Ormerod (2012)
- Still Life, regia di Uberto Pasolini (2013)
- Nowhere Special - Una storia d'amore (Nowhere Special), regia di Uberto Pasolini (2020)
- I Am Makimoto, regia di Nobuo Mizuta (2022) - produttore esecutivo
- Itaca - Il ritorno (The Return), regia di Uberto Pasolini (2024)

### Assistente di regia
- The Frog Prince, regia di Brian Gilbert (1984)
- Mission, regia di Roland Joffé (1986)

## Ascendenza
|                                        |                                                           |                                                        | Genitori                                         |  |  | Nonni |  |  | Bisnonni                                       |  |  | Trisnonni                             |  |
|                                        |                                                           |                                                        |                                                  |  |  |       |  |  | Pietro Desiderio Pasolini, III conte dall'Onda |  |  | Giuseppe Pasolini, II conte dall'Onda |  |
|                                        |                                                           |                                                        |                                                  |  |  |       |  |  | Pietro Desiderio Pasolini, III conte dall'Onda |  |  | Giuseppe Pasolini, II conte dall'Onda |  |
|                                        |                                                           | Antonietta Bassi                                       |                                                  |  |  |       |  |  | Pietro Desiderio Pasolini, III conte dall'Onda |  |  |                                       |  |
| Guido Pasolini dall'Onda               |                                                           |                                                        |                                                  |  |  |       |  |  | Pietro Desiderio Pasolini, III conte dall'Onda |  |  |                                       |  |
|                                        |                                                           | Maria Ponti                                            | Andrea Ponti                                     |  |  |       |  |  |                                                |  |  |                                       |  |
|                                        |                                                           | Maria Ponti                                            | Andrea Ponti                                     |  |  |       |  |  |                                                |  |  |                                       |  |
|                                        |                                                           | Maria Ponti                                            | Virginia Pigna                                   |  |  |       |  |  |                                                |  |  |                                       |  |
| Pier Maria Pasolini, V conte dall'Onda |                                                           | Maria Ponti                                            |                                                  |  |  |       |  |  |                                                |  |  |                                       |  |
|                                        |                                                           | Giuseppe Borghese, duca di Poggio Nativo               | Marcantonio V Borghese, VIII principe di Sulmona |  |  |       |  |  |                                                |  |  |                                       |  |
|                                        |                                                           | Giuseppe Borghese, duca di Poggio Nativo               | Marcantonio V Borghese, VIII principe di Sulmona |  |  |       |  |  |                                                |  |  |                                       |  |
|                                        |                                                           | Giuseppe Borghese, duca di Poggio Nativo               | Teresa de La Rochefoucauld                       |  |  |       |  |  |                                                |  |  |                                       |  |
| Caterina Maria Borghese                |                                                           | Giuseppe Borghese, duca di Poggio Nativo               |                                                  |  |  |       |  |  |                                                |  |  |                                       |  |
|                                        |                                                           | Maria Covoni Girolami                                  | …                                                |  |  |       |  |  |                                                |  |  |                                       |  |
|                                        |                                                           | Maria Covoni Girolami                                  | …                                                |  |  |       |  |  |                                                |  |  |                                       |  |
|                                        |                                                           | Maria Covoni Girolami                                  | …                                                |  |  |       |  |  |                                                |  |  |                                       |  |
| Uberto Pasolini, VI conte dall'Onda    |                                                           | Maria Covoni Girolami                                  |                                                  |  |  |       |  |  |                                                |  |  |                                       |  |
|                                        | Giuseppe Visconti di Modrone, I duca di Grazzano Visconti | Guido Visconti di Modrone, II duca Visconti di Modrone |                                                  |  |  |       |  |  |                                                |  |  |                                       |  |
|                                        | Giuseppe Visconti di Modrone, I duca di Grazzano Visconti | Guido Visconti di Modrone, II duca Visconti di Modrone |                                                  |  |  |       |  |  |                                                |  |  |                                       |  |
|                                        | Giuseppe Visconti di Modrone, I duca di Grazzano Visconti | Ida Rensi                                              |                                                  |  |  |       |  |  |                                                |  |  |                                       |  |
| Edoardo Visconti di Modrone            | Giuseppe Visconti di Modrone, I duca di Grazzano Visconti |                                                        |                                                  |  |  |       |  |  |                                                |  |  |                                       |  |
|                                        |                                                           | Carla Erba                                             | Luigi Erba                                       |  |  |       |  |  |                                                |  |  |                                       |  |
|                                        |                                                           | Carla Erba                                             | Luigi Erba                                       |  |  |       |  |  |                                                |  |  |                                       |  |
|                                        |                                                           | Carla Erba                                             | Anna Brivio                                      |  |  |       |  |  |                                                |  |  |                                       |  |
| Violante Visconti di Modrone           |                                                           | Carla Erba                                             |                                                  |  |  |       |  |  |                                                |  |  |                                       |  |
|                                        |                                                           | Giberto Arrivabene Valenti Gonzaga, conte              | Silvio Arrivabene Valenti Gonzaga, conte         |  |  |       |  |  |                                                |  |  |                                       |  |
|                                        |                                                           | Giberto Arrivabene Valenti Gonzaga, conte              | Silvio Arrivabene Valenti Gonzaga, conte         |  |  |       |  |  |                                                |  |  |                                       |  |
|                                        |                                                           | Giberto Arrivabene Valenti Gonzaga, conte              | Virginia Forini Lippi                            |  |  |       |  |  |                                                |  |  |                                       |  |
| Nicoletta Arrivabene Valenti Gonzaga   |                                                           | Giberto Arrivabene Valenti Gonzaga, conte              |                                                  |  |  |       |  |  |                                                |  |  |                                       |  |
|                                        |                                                           | Vera Papadopoli Aldobrandini                           | Niccolò Papadopoli Aldobrandini                  |  |  |       |  |  |                                                |  |  |                                       |  |
|                                        |                                                           | Vera Papadopoli Aldobrandini                           | Niccolò Papadopoli Aldobrandini                  |  |  |       |  |  |                                                |  |  |                                       |  |
|                                        |                                                           | Vera Papadopoli Aldobrandini                           | Helene Hellenbach de Pacsolay                    |  |  |       |  |  |                                                |  |  |                                       |  |
|                                        |                                                           | Vera Papadopoli Aldobrandini                           |                                                  |  |  |       |  |  |                                                |  |  |                                       |  |